# Saint-Martin-des-Pézerits
Saint-Martin-des-Pézerits è un comune francese di 115 abitanti situato nel dipartimento dell'Orne nella regione della Normandia.

## Società

### Evoluzione demografica
Abitanti censiti